# Sphex sericeus
Sphex sericeus är en biart som först beskrevs av Johan Christian Fabricius 1804.
Sphex sericeus ingår i släktet Sphex och familjen grävsteklar. Inga underarter finns listade i Catalogue of Life.